# Уренгой – Челябінськ
Уренгой – Челябінськ – газопровід у Росії, призначений для транспортування ресурсу західносибірського походження.